# Walter Rauff
Walter Rauff (Köthen, 19 juni 1906 - Santiago, 14 mei 1984) was een SS-Standartenführer (kolonel) tijdens de Tweede Wereldoorlog. Binnen de SS was Rauff werkzaam geweest in de Sicherheitsdienst. 
In de periode 1941-1942 was Rauff onder meer nauw betrokken bij de ontwikkeling van de gaswagens (mobiele gaskamers), welke in het vernietigingskamp Chełmno werden ontwikkeld en getest. Deze mobiele gaskamers worden beschouwd als de voorloper van het later door de nazi's geperfectioneerde vergassingsproces, dat onder meer in het vernietigingskamp Auschwitz op grote schaal is toegepast.
Na de Tweede Wereldoorlog vluchtte Rauff via de rattenlijn naar Zuid-Amerika waar hij tot aan zijn dood in Chili leefde. Van daaruit opereerde hij onder de schuilnaam Enrico Gomez als spion voor de Bundesnachrichtendienst van 1958 tot 1963. In dat jaar arresteerde Chili hem, waarna Bonn hem geld stuurde voor advocaten om zijn vrijlating te bewerkstelligen. In de periode late jaren 70 en vroege jaren 80, was hij misschien wel een van de meest gezochte nog levende voortvluchtige nazi's, maar in die jaren genoot hij de bescherming van Augusto Pinochet.

## Carrière
Rauff bekleedde verschillende rangen in zowel de Reichsmarine als Kriegsmarine. De volgende tabel laat zien dat de bevorderingen niet synchroon liepen.
| Datums          | Reichsmarine         | Allgemeine-SS          | Kriegsmarine                 |
| --------------- | -------------------- | ---------------------- | ---------------------------- |
| 1 april 1926    | Fähnrich zur See     | —                      | —                            |
| 1930            | Oberleutnant Zur See | —                      | —                            |
| 1 april 1935    | Kapitänleutnant      | —                      | —                            |
| 9 januari 1938  | —                    | SS-Hauptsturmführer    | —                            |
| 20 april 1939   | —                    | SS-Sturmbannführer     | —                            |
| 4 juli 1940     | —                    | —                      | Kapitänleutnant der Reserve  |
| 30 januari 1941 | —                    | SS-Obersturmbannführer | —                            |
| 1 april 1941    | —                    | —                      | Korvettenkapitän der Reserve |
| 21 juni 1944    | —                    | SS-Standartenführer    | —                            |

## Lidmatschapsnummers
- NSDAP-nr.: 5 216 415[3] (lid 1 mei 1937[2])
- SS-nr.: 290 947[3] (lid januari 1938)

## Decoraties
- Duitse Kruis
  - Goud op 7 februari 1945 als Commandant Gruppe Oberitalien-West/Bds Italien[2]
  - Zilver op 20 mei 1943 als Leiter van de SD Einsatzkommando Tunis/OAK Afrika[2]
- Kruis voor Oorlogsverdienste, 1e Klasse (20 april 1944)[2] en 2e Klasse met Zwaarden
- SS-Ehrenring[3]
- Ehrendegen des Reichsführers-SS[3]
- IJzeren Kruis 1939, 1e Klasse[3][2] en 2e Klasse[2]
- Mouwband Afrika[2]
- Mijnenveger-Oorlogsinsigne[2]